# 하르펠라목
하르펠라목(Harpellales)은 키크셀라아문에 속하는 균류 목의 하나이다.
수서 곤충 또는 (드물게) 등각류 유충의 장 안쪽 벽에 붙어서 발견된다. 하르펠라목은 2개 과, 하르펠라과 (Harpellaceae)와 레게리오미케스과 (Legeriomycetaceae)로 구분한다. 균류 사전(Dictionary of the Fungi, 2008년 제10판)에 의하면, 하르펠라목에는 38속 200여 종이 속해 있다. 1978년판 미생물학사전(Mycotaxon)에도 기술되어 있다.
Allantomyces zopilotei, Bojamyces olmecensis, Gauthieromyces viviparus, Graminella ophiuroidea 종을 포함하고 있다.